# Joachim Sendler
Joachim Sendler (* 11. September 1934 in Egeln; † 17. Januar 2005 in Magdeburg) war ein deutscher Bildhauer.

## Leben und Werk
Sendler war das vierte Kind von Maximilian und Elisabeth Sendler. Er besuchte in Egeln die Grund- und die Erweiterte Oberschule und legte 1953 das Abitur ab. Danach studierte er bis 1958 bei Walter Arnold, Gerd Jaeger und Hans Steger an der Hochschule für Bildende Künste Dresden Bildhauerei. Als Diplomarbeit schuf er die Bronzeplastik Ravensbrück, eine weibliche „aufrechtstehende Figur in strenger Symmetrie, äußeres Zeichen für Aufrichtigkeit und Unerschütterlichkeit des Charakters.“ Nach Studienende arbeitete Sendler als freiberuflicher Bildhauer in Magdeburg. Das Thema des antifaschistischen Erinnerns prägte das Werk seiner ersten Schaffensjahre.
Sendler war bis 1990 Mitglied des Verbands Bildender Künstler der DDR, von 1964 bis 1966 als Vorsitzender des Bezirksverbands Magdeburg. 1975 gehörte er zu den Initiatoren der Bildhauersymposien Ummendorf, die dann bis 1985 stattfanden.
Sendler schuf eine bedeutende Anzahl von Denkmälern und anderen Plastiken und Brunnen für den öffentlichen Raum und für öffentliche Gebäude und Schulen, vor allem in Magdeburg und Orten in dessen Umland. Er arbeitete vor allem mit Bronze, Natur- und Kunststein und Metall. Einige seiner Plastiken wurden von Wolfgang Policek farbig gestaltet.
Neben der künstlerischen Tätigkeit war Sendler Leiter volkskünstlerischer Zirkel, später Lehrer im Fach Freihandzeichnen an der Technischen Hochschule Magdeburg und tätig in der Lehrerausbildung am Institut für Lehrerbildung Magdeburg. An der Fachhochschule Magdeburg-Stendal unterrichtete er bis zum Eintritt in den Ruhestand 1999 in den Fächern Plastisches Gestalten sowie Bau- und Kunstgeschichte.
1970 erhielt er den Erich-Weinert-Preis der Stadt Magdeburg.
Sendler unternahm 1984 Studienreisen nach Rom, 1993 nach Italien, 1994 nach Griechenland und 1995 nach Südfrankreich.
Sendler war seit 1958 mit der Apothekerin Renate Berthold verheiratet. Ihre Kinder sind Frank-Michael, Aenne-Ulrike (u. a. Architektin) und Susanne-Annette (Künstlerin).

## Werke (Auswahl)

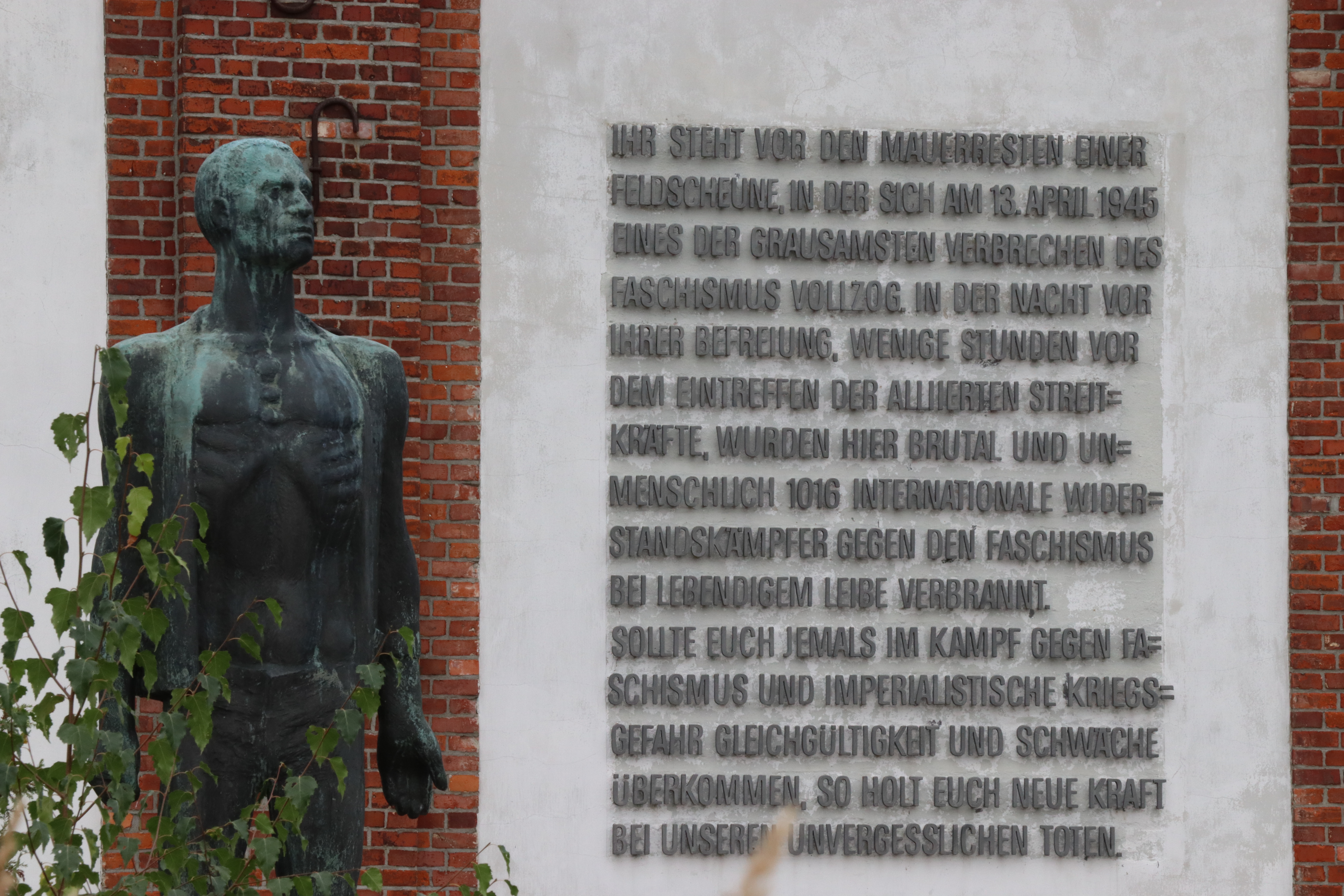
Widerstandskämpfer in der Gedenkstätte Feldscheune Isenschnibbe, 2021

- Stehender (Statue, Bronze, 1961; Magdeburg, vor der Schule am Nordpark)[4]
- Erich Weinert (Statue; Bronze, 1969; Magdeburg, Hof des Literaturhaus Magdeburg)
- Widerstandskämpfer mit den Gesichtszügen von Albert Kuntz (Statue, Bronze, 1971; Gedenkstätte Feldscheune Isenschnibbe Gardelegen)
- Fahnenmonument (Beton, 1974; Magdeburg, Elbuferpromenade)[5]
- Liegende (Sandstein, 1976; Skulpturengarten des Börde-Museums Ummendorf)[6]
- Hahnentritt (Brunnen, Sandstein, 1983, Wanzleben, Schulstraße/Kirchgang)[7]

## Ausstellungen (unvollständig)
- 1965, 1974, 1979 und 1984: Magdeburg, Bezirkskunstausstellungen
- 1979: Dresden, Albertinum („Junge Bildhauerkunst der DDR“)
- 1982: Magdeburg („Plastik im Bezirk Magdeburg“)
- 1987: Magdeburg, Kloster Unser Lieben Frauen („Handzeichnung und Plastik“)